# Vernoux-sur-Boutonne
Vernoux-sur-Boutonne és un municipi francès situat al departament de Deux-Sèvres i a la regió de la Nova Aquitània. L'any 2007 tenia 152 habitants.

## Demografia

### Població
El 2007 la població de fet de Vernoux-sur-Boutonne era de 152 persones. Hi havia 68 famílies de les quals 12 eren unipersonals (8 homes vivint sols i 4 dones vivint soles), 36 parelles sense fills, 16 parelles amb fills i 4 famílies monoparentals amb fills.
La població ha evolucionat segons el següent gràfic:
Habitants censats

### Habitatges
El 2007 hi havia 89 habitatges, 68 eren l'habitatge principal de la família, 17 eren segones residències i 4 estaven desocupats. Tots els 87 habitatges eren cases. Dels 68 habitatges principals, 58 estaven ocupats pels seus propietaris, 9 estaven llogats i ocupats pels llogaters i 1 estava cedit a títol gratuït; 1 tenia dues cambres, 9 en tenien tres, 12 en tenien quatre i 46 en tenien cinc o més. 49 habitatges disposaven pel capbaix d'una plaça de pàrquing. A 26 habitatges hi havia un automòbil i a 37 n'hi havia dos o més.

### Piràmide de població
La piràmide de població per edats i sexe el 2009 era:
| Homes | Edats   | Dones |
| ----- | ------- | ----- |
| 0     | 95 o +  | 0     |
| 0     | 90 a 94 | 0     |
| 0     | 85 a 89 | 0     |
| 0     | 80 a 84 | 4     |
| 16    | 75 a 79 | 12    |
| 0     | 70 a 74 | 0     |
| 4     | 65 a 69 | 0     |
| 8     | 60 a 64 | 4     |
| 0     | 55 a 59 | 4     |
| 4     | 50 a 54 | 4     |
| 4     | 45 a 49 | 4     |
| 4     | 40 a 44 | 4     |
| 12    | 35 a 39 | 12    |
| 0     | 30 a 34 | 8     |
| 8     | 25 a 29 | 0     |
| 12    | 20 a 24 | 4     |
| 0     | 15 a 19 | 16    |
| 12    | 10 a 14 | 8     |
| 0     | 5 a 9   | 0     |
| 0     | 0 a 4   | 4     |

## Economia
El 2007 la població en edat de treballar era de 96 persones, 76 eren actives i 20 eren inactives. De les 76 persones actives 70 estaven ocupades (37 homes i 33 dones) i 6 estaven aturades (2 homes i 4 dones). De les 20 persones inactives 9 estaven jubilades, 2 estaven estudiant i 9 estaven classificades com a «altres inactius».

### Ingressos
El 2009 a Vernoux-sur-Boutonne hi havia 70 unitats fiscals que integraven 166 persones, la mediana anual d'ingressos fiscals per persona era de 16.172,5 €.

### Activitats econòmiques
Dels 2 establiments que hi havia el 2007, 1 era d'una empresa de fabricació d'altres productes industrials i 1 d'una empresa de comerç i reparació d'automòbils.
L'any 2000 a Vernoux-sur-Boutonne hi havia 7 explotacions agrícoles.

## Poblacions més properes
El següent diagrama mostra les poblacions més properes.